# Sífilis

La sífilis és una infecció de transmissió sexual causada pel bacteri Treponema pallidum subespècie pallidum. Els signes i símptomes depenen de l'estadi que presenti: primari, secundari, latent o terciari. L'estadi primari es presenta clàssicament amb un xancre únic (una ulceració de la pell ferma, indolora i no pruriginosa, normalment entre 1 cm i 2 cm de diàmetre), tot i que hi pot haver múltiples nafres. A la sífilis secundària, es produeix una erupció cutània difusa, que freqüentment afecta els palmells. de les mans i plantes dels peus. També pot haver-hi nafres a la boca o a la vagina. La sífilis latent no presenta símptomes i pot durar anys. A la sífilis terciària, hi ha gomes (creixements suaus i no cancerosos), problemes neurològics o símptomes cardíacs. La sífilis s'ha conegut com "el gran imitador", perquè pot causar símptomes similars a moltes altres malalties.

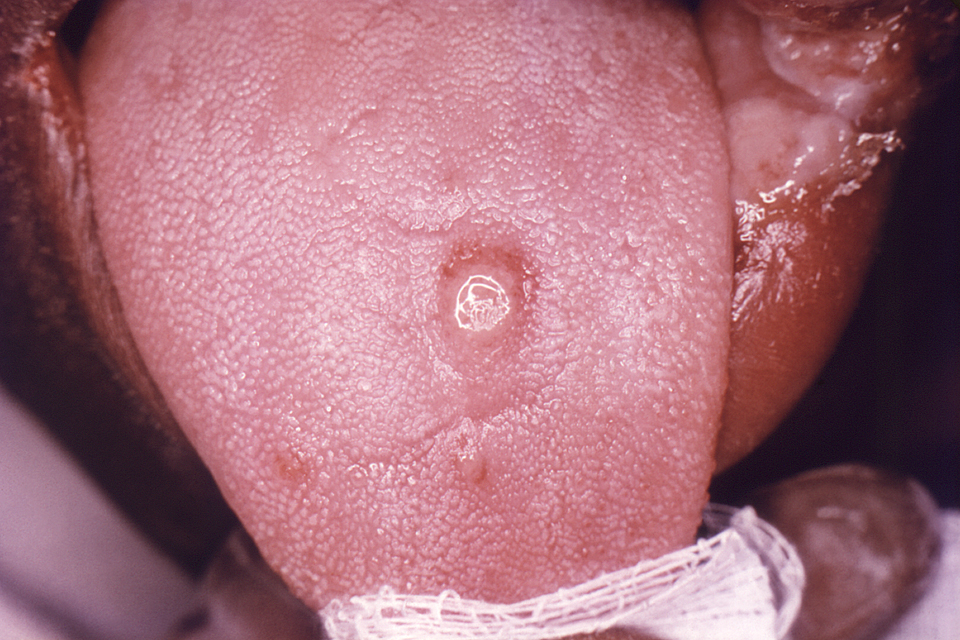
Sífilis primària a la llengua.

La sífilis es transmet més freqüentment a través de l'activitat sexual. També es pot transmetre de mare al nadó durant l'embaràs o al naixement, donant lloc a la sífilis congènita. Altres malalties causades pels bacteris Treponema inclouen el pian (T. pallidum subespècie pertenue), la pinta (T. carateum), i la sífilis endèmica no venèria (T. pallidum subespècie endemicum). Aquestes tres malalties no solen ser de transmissió sexual. El diagnòstic se sol fer mitjançant l'ús de anàlisis de sang; els bacteris també es poden detectar mitjançant la microscòpia de camp fosc. Els Centres for Disease Control and Prevention (EUA) recomana que totes les dones embarassades es facin proves.
El risc de transmissió sexual de la sífilis es pot reduir utilitzant un preservatiu de làtex o poliuretà. La sífilis es pot tractar eficaçment amb antibiòtics. L'antibiòtic preferit per a la majoria dels casos és la benzilpenicil·lina benzatina injectada en un múscul. En aquells que tenen una clara al·lèrgia a la penicil·lina es pot utilitzar doxiciclina o tetraciclina. En aquells amb neurosífilis es recomana benzilpenicil·lina per via intravenosa o ceftriaxona. Durant el tractament, les persones poden desenvolupar febre, mal de cap i dolors musculars, una reacció coneguda com a Jarisch-Herxheimer.
El 2015, uns 45,4  milions de persones tenien infeccions per sífilis, dels quals sis milions eren casos nous. Durant el 2015, va causar unes 107.000 morts, per sota dels 202.000 del 1990. Després de disminuir dràsticament amb la disponibilitat de penicil·lina a la dècada de 1940, les taxes d'infecció han augmentat des del canvi de mil·lenni a molts països, sovint en combinació amb el virus de la immunodeficiència humana (VIH). Es creu que això es deu en part a l'ús de medicaments no segurs, l'augment de la prostitució i la disminució de l'ús de preservatius.
Tradicionalment s'ha considerat que l'origen de la malaltia era Amèrica i que fou escampada pels conqueridors europeus. Aquesta hipòtesi està en revisió, puix que s'han trobat proves sobre ossos deformats per la malaltia, d'una afectació anterior a Anglaterra al segle xiv. Al llarg dels temps ha rebut molts noms alternatius que fan referència al suposat lloc (de l'adversari) d'on venia la malaltia: mal napolità, mal gàl·lic o mal francès, mal anglès, mal espanyol, mal polonès, mal dels cristians, mal de sement (amb les variacions siment i ciment, que evolucionà a partir de sentment < Sent Ment (del francès Saint-Méen-le-Grand)... Un dels primers a descriure-la va ser el metge valencià Gaspar Torrella en el seu Tractatus cum consiliis contra pudendagram seu morbum gallicum (1497). El nom de "syphilis" el va donar per primera vegada Girolamo Fracastoro el 1530, tret del nom d'un pastor d'un poema de Leonardo da Vinci.
La sífilis només ha pogut ser tractada amb èxit a partir del segle xx amb penicil·lina i altres antibiòtics. Antigament es feia servir mercuri que no era eficaç. Va ser l'origen de la frase: Una nit amb Venus una vida amb Mercuri.

## Estadis de la sífilis

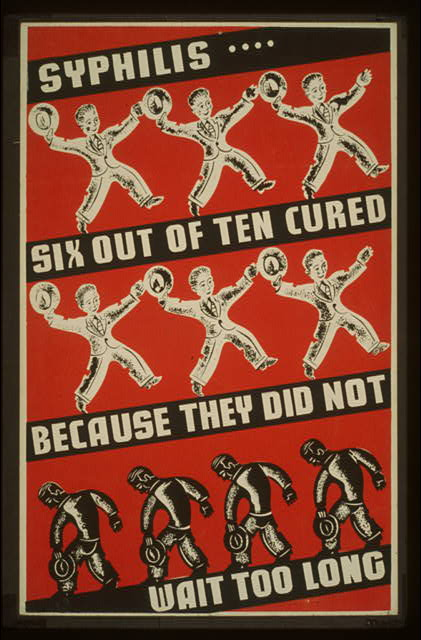
Pòster penjat als EUA on s'advoca per tractar com més aviat possible la sífilis.

- Primari: A la primeria sense símptomes, període d'incubació d'uns 21 dies, presenta després una úlcera ferma i indolora (el xancre) en els genitals masculins o femenins, el recte o la boca segons quin hagi estat el punt de transmissió que desapareix en prop de sis setmanes.
- Secundari: Erupcions cutànies de diverses parts del cos que apareixen al cap de vora dos mesos després de la infecció primària. També poden aparèixer altres símptomes com mal de cap, anorèxia, meningitis i altres. En aquest estadi el pacient fàcilment pot contagiar una altra persona.
- Terciari: Poden aparèixer després d'un any de contraure la sífilis i fins 10 anys després. Creixen unes formes similars a tumors en qualsevol part del cos, també a l'esquelet. Si avança la malaltia es presenten deformitats en les articulacions i afecta els nervis i el cor. Pot acabar en demència.

## Transmissió
La sífilis es pot contraure per contacte físic amb una persona infectada durant les relacions sexuals, ja siguin orals, vaginals o anals. La transmissió només apareix si es té contacte amb les lesions cutànies i les mucoses de la sífilis en les fases primària i secundària (vegeu apartat "Símptomes"). Aquestes lesions, no sempre visibles, estan plenes de treponemes. El germen penetra en el cos de la parella sexual per la pell lesionada o per les mucoses. En el punt d'entrada el germen es multiplica i produeix la lesió sifilítica, i des d'allí es difon per l'organisme a través de la sang i el sistema limfàtic.
Sense tractament, el risc de transmissió és molt elevat durant les dues primeres fases de la sífilis. Teòricament les persones infectades no tractades poden transmetre la infecció durant el primer, i fins i tot el segon any de la infecció, període en què són possibles les recaigudes amb lesions infeccioses. D'altra banda, una persona pot tenir la sífilis i no saber-ho perquè no en té cap símptoma o aquest és molt lleu i, no obstant això, la pot transmetre a altres persones.

## Diagnòstic
Generalment és suficient una simple anàlisi de sang per saber si una persona està infectada o no. Les proves de laboratori detecten a la sang els anticossos que es produeixen contra la infecció. Normalment són positives de quatre a sis setmanes després del contagi. El metge farà el diagnòstic amb els resultats de les proves juntament amb els de l'exploració física.
És recomanable que qualsevol persona que cregui que pot haver estat exposada a la sífilis o que sospiti que l'ha contret es faci aquesta prova, sobretot quan es tracta de dones embarassades i persones amb infecció pel virus de la immunodeficiència humana, per les complicacions que la sífilis els pot comportar.

## Tractament
Paracels va proposar les -inexistents - propietats del mercuri per combatre la sífilis. La sífilis es pot curar amb tractament antibiòtic. El més freqüent és que es curi amb una sola injecció de penicil·lina. Per a les persones al·lèrgiques a la penicil·lina hi ha altres antibiòtics disponibles. Es recomana no tenir contactes sexuals fins a acabar el tractament (al cap de set dies si és una injecció única) i fins que el xancre sifilític i les altres lesions a la pell i les mucoses estiguin guarits. La sífilis és més fàcil de curar en els primers estadis o fases, i per això convé diagnosticar-la i tractar-la al més aviat possible. A més, les parelles han de ser informades i, si és necessari, tractades. Sols així es trenca la cadena de noves infeccions.
El fet que una persona hagi tingut sífilis una vegada no la protegeix de tornar a patir-ne novament si s'hi exposa, encara que s'hagi curat bé amb tractament antibiòtic.

## Epidemiologia
A Catalunya la sífilis és una malaltia de declaració obligatòria disposant-se dades dels nous casos diagnosticats. El 2011 es van declarar 523 casos cosa que representa una taxa de 7,3 casos per cada 10.000 habitants (més d'una vegada i mitja la mitjana europea per al mateix període de 4,5 casos per 10.000 habitants). Tot i la tendència al decreixement de casos mesurat entre 1985 i 1996, i una possible estabilització fins al 2003, aquest any representa un punt d'inflexió cap a l'increment constant duplicant-se la taxa en el període 2003-11. El 2011 també s'observa una clara masculinització dels nous casos amb una raó homes/dones de 7 essent la via de transmissió majoritàriament lligada als homes que tenen sexe amb homes, així mateix també es detecta un nombre considerable de coinfeccions amb el VIH (més d'una quarta part dels casos eren seropositius al moment del diagnòstic de sífilis). D'altra banda cap cas de sífilis congènita ha estat confirmat a Catalunya des del 2006 quan es notificà el darrer cas confirmat (dades fins al 2011), per bé que hi ha hagut casos sospitosos.